# Ragna Norström
Ragna Norström (Göteborg, 13 april 1900 - Hamburg, 13 december 1998) was een onderwijzeres en hoofd van de Zweedse school in Hamburg.  Zij speelde na de Tweede Wereldoorlog een belangrijke rol in de Zweedse hulpverlening aan de noodlijdende Duitse bevolking, met name in Hamburg.

## Biografie
Ragna Norström werd geboren als dochter van methodistenpastoor K.E. Norström en diens vrouw.  Direct na het behalen van het lerarenexamen verhuisde zij in 1922 naar Hamburg. 
Tot 1956 doceerde en woonde zij in de Zweedse school, die tot 1956 in de Zweedse Gustaaf-Adolf-kerk gehuisvest was. Om haar pensioenrechten veilig te stellen ging ze vijf jaar voor haar pensionering naar Zweden en werkte ze in Eskilstuna als lerares. Na haar pensionering keerde ze in 1968 naar Hamburg terug.
Toen het personeel van het Zweedse consulaat aan het einde van de Tweede Wereldoorlog Hamburg moest verlaten, richtte Ragna Norström een "noodconsulaat" in de Gustaaf-Adolf-kerk in. Zij werd de drijvende kracht achter de Zweedse hulpverlening aan de noodlijdende Duitse bevolking en aan  hulpbehoevende Zweden. Zij organiseerde het vervoer van vluchtelingen en  overlevenden van de concentratiekampen in samenwerking het Zweedse Rode Kruis en Folke Bernadotte’s reddingsoperatie de Witte Bussen. Deze actie richtte zich op het bevrijden van Scandinavische gevangenen uit de Duitse concentratiekampen.
In de zomer van 1946 initieerde zij samen met haar vriendin, de Zweedse zakenvrouw Selma Arnheim, de ‘één kroon inzamelingsactie’. Elke Zweedse vrouw werd gevraagd een kroon te doneren om kleding en voedsel voor noodlijdende Duitsers te kopen. Ragna Norström kon uiteindelijk voedsel ter waarde van meer dan een miljoen kronen en kleding ter waarde van 5 miljoen kronen distribueren.
Samen met Ernst Foerster richtte Norström reeds in september 1945 de Hamburger Worldsociety op. Foerster en Norström wilden wederzijds begrip tussen jongeren van verschillende nationaliteiten bevorderen en de kloof tussen Engelse en Duitse jongeren dichten. Elke vrijdag werden lezingen en discussies gehouden in de ruimtes van de Zweedse kerk voor jongeren van alle nationaliteiten, voornamelijk Duitsers en Engelsen uit het bezettingsleger, maar ook mannen en vrouwen uit de vluchtelingenkampen. Het Engelse leger stond deze bijeenkomsten toe omdat ze op neutraal terrein plaatsvonden. De Hamburger Worldsociety was de eerste discussiegroep van zijn soort in de Britse bezettingszone in Duitsland.

## Onderscheidingen
Voor haar humanitaire werk kreeg zij meerdere onderscheidingen uitgereikt waaronder de Orde van Vasa en de Orde van Verdienste van de Bondsrepubliek Duitsland.

## Autobiografie
- Norström, R., Sjöholm, O., & Svenska Gustaf-Adolfsförsamlingen, Hamburg. (1997). "Hur det var förr": Till Svenska Kolonien i Hamburg i tacksam hågkomst av Svenska skol- och föreläsningsföreningen 1907-1960. Hamburg: Svenska Gustaf-Adolfsförsamlingen, Svenska kyrkan Hamburg. (Duitse vertaling: Norström, R., Sjöholm, O., & Sjöholm-Wellhausen, D. (1998). "Wie es früher war": Für die Schweden in Hamburg ; in dankbarer Erinnerung an den schwedischen Schul- und Vortragsverein 1907 - 1960. Hamburg: Schwedische Gustaf-Adolfsgemeinde.)